# Jutta Burggraf
Jutta Burggraf (Hildesheim, 11 de julio de 1952 - Pamplona, 5 de noviembre de 2010) fue una teóloga católica alemana, profesora en la Universidad de Navarra.

## Vida

### Nacimiento y formación académica[2]
Jutta Burggraf nació el 11 de julio de 1952, en el seno de una familia católica, en Hildesheim, una localidad al norte de Alemania. Era la segunda de tres hermanas. La primogénita, un año mayor que Jutta, está enferma desde su nacimiento. Sus padres eran médicos.
En 1960, falleció su madre. Su padre se casó en segundas nupcias con otra médica. Las tres hermanas tuvieron una buena relación con su segunda madre. 
La familia se trasladó de domicilio en varias ocasiones. De Hildesheim se instalaron en Frankfurt, posteriormente a Paderborn, y finalmente a Bottrop, en la región del Ruhr, donde Jutta finalizó el Bachillerato en un instituto estatal de lenguas modernas. 
Posteriormente, estudió pedagogía médica. Al licenciarse, estaba capacitada para la actividad docente en escuelas especiales para niños discapacitados físicamente o con dificultades en el habla.
Jutta se doctoró en Psicopedagogía (1979), en la Escuela Universitaria de Pedagogía de Renania (que por aquel entonces aun no estaba integrada en la Universidad de Colonia). En su tesis, titulada "Elementos de un programa moderno de pedagogía terapéutica en las obras de Hildegarda de Bingen y en Juan Luis Vives, como representantes de la Edad Media y del Renacimiento", Jutta abordaba el fundamento de la acción pedagógica terapéutica. Cinco años después realizó el Doctorado en Teología por la Universidad de Navarra (1984) obteniendo Premio extraordinario por su tesis: "Introducción al pensamiento de San Alberto Magno", dirigida por el profesor Antonio Aranda. 
Falleció en Pamplona, a consecuencia de una leucemia, que se le había detectado pocos meses antes.

### Actividad teológica y docente
Tras la defensa de la tesis en Teología, Jutta regresa a Alemania, donde es miembro (1984-1994) de la junta directiva de la asociación educativa Fördergemeinschaft für Schulen in freier Trägerschaft, dedicada a la promoción de escuelas. 
En 1989 se traslada a vivir a Kerkrade, en los Países Bajos, donde obtiene el puesto de profesora ordinaria a tiempo completo, en la Cátedra de Antropología en el Instituto Académico Internacional (1989-96).
En 1996 se instala definitivamente en Pamplona, donde es profesora asociada de Teología Dogmática y Teología Ecuménica en la Facultad de Teología de la Universidad de Navarra (1996-1999). Y a partir de 1999 y hasta su fallecimiento es profesora agregada de Teología Dogmática y Teología Ecuménica en la Facultad de Teología de la Universidad de Navarra. Allí investigará sobre diversos campos teológicos: la Teología de la Creación, la teología ecuménica y la teología feminista.
Sus líneas de investigación se pueden agrupar en dos bloques: 
1. La fundamentación teológica de la temática femenina. En la que destacan tres campos: El feminismo y la teología feminista; La mujer en la familia, en la sociedad y en la Iglesia; y finalmente, Santa Teresa de Ávila y la teología espiritual del siglo XVI.
2. Cuestiones específicas de Teología sistemática. Conformada por cinco cuestiones: la naturaleza y método de la teología; la teología de la Creación y Antropología; la teología ecuménica; la vocación y misión de los laicos, y la eclesiología de Hans Urs von Balthasar.

### Distinciones académicas
El 30 de octubre de 1987, participó como perito en el VII Sínodo Ordinario de los Obispos, celebrado en Roma, sobre "la Exhortación Apostólica Christifideles laici para la vocación y misión de los laicos en la Iglesia y en el mundo" por el Papa Juan Pablo II. 
En 1996 fue nombrada miembro correspondiente de la Pontificia Academia Mariana Internazionalis (PAMI). 
Además, fue miembro del Consejo Científico del Internationaler Mariologischer Arbeitskreis Kevelaer (IMAK Kevelaer); coeditora de la revista alemana Mariologisches, y directora de la colección “Antropología” de la editorial Promesa (San José de Costa Rica)

## Publicaciones
Ha publicado veinte libros y colaborado en más de setenta publicaciones. Entre otras, se encuentran las siguientes:

### Monografías
- Abba, Vater. Als Kinder Gottes leben nach der Lehre des seligen Josemaría Escrivá, Köln, Adamas, 1999, 1ª, 127 pp. (En colaboración con Fernando Ocáriz) ISBN 3925746765
- Cartas a David: acerca de la homosexualidad, Madrid, Palabra, 2000, 1ª, 78 pp. ISBN 8482394827
- Conocerse y comprenderse: una introducción al ecumenismo, Madrid, Rialp, 2003, 1ª, 381 pp. ISBN: 8432134562
- Defender la vida (y otros escritos), Madrid, Rialp, 2015, 1ª, 75 pp.
- Descubrir de nuevo el matrimonio y la familia , San José de Costa Rica, Promesa, 2004, 1ª, 81 pp.
- Elemente eines modernen heilpädagogischen Konzepts in den Werken Hildegards von Bingen und Juan Luis Vives als Repräsentanten des Mittelalters und der Renaissance", Pädagogische Hochschule Rheinland, Köln 1979 (pro manuscrito)
- Fomentar la unidad: teología y tareas ecuménicas, Madrid, Biblioteca de Autores Cristiano, 2011, 1ª, XXX, 223 pp.
- Libertad vivida con la fuerza de la fe, Madrid, Rialp, 2006, 1ª, 212 pp.
- El poder de la confianza. El Beato Josemaría Escrivá de Balaguer y las mujeres, San José de Costa Rica, Promesa, 2001, 1ª, 57 pp. (2004, 2ª)
- La razón de nuestra alegría, San José de Costa Rica, Promesa, 2001, 1ª, 103 pp.
- Teresa von Avila. Humanität und Glaubensleben, F. Schöningh, Paderborn-München-Wien-Zürich, 1996, 510 pp.
- La transmisión de la fe en la sociedad postmoderna y otros escritos, Pamplona, Eunsa, 2015, 1ª, 309 pp.
- Vida cristiana en la calle, San José de Costa Rica, Promesa, 2002, 1ª, 51 pp.

### Colaboraciones en monografías y actas de congresos
- "El sentido de la filiación divina", en Manuel Belda Plans, José Escudero, José Luis Illanes Maestre y Paul O’Callaghan (eds.), Santidad y mundo: actas del simposio teológico de estudio en torno a las enseñanzas del beato Josemaría Escrivá, (Roma, 12-14 de octubre de 1993), Pamplona, Eunsa, 1996, pp. 109-127.
- César Izquierdo (dir.); Jutta Burggraf, Félix María Arocena (editores). Diccionario de teología, Pamplona, Eunsa, 2006, 1ª, XXV, 1058 pp. ISBN: 8431324058 (2014, 3ª ed. actualizada)
- "¿Dios es nuestra madre?", en José Luis Illanes Maestre(ed.), El Dios y Padre de Nuestro Señor Jesucristo: XX Simposio Internacional de Teología de la Universidad de Navarra (vol. XX.), Pamplona, Universidad de Navarra. Servicio de Publicaciones, 2000, pp. 135-150.
- "Dimensión espiritual de Camino", en Constantino Ánchel Balaguer (ed.), En torno a la edición crítica de Camino. Análisis y reflexiones, Madrid, Rialp, 2003, pp. 161-174.
- "Caminos de libertad: San Josemaría y su confianza en las mujeres", en Alfonso Méndiz Noguero y Juan Ángel Brage Vizoso (eds.), Un amor siempre joven: enseñanzas de San Josemaría sobre la familia, Madrid, Palabra, 2003, pp. 179-193.
- "Secularidad. Reflexión sobre el alcance de una palabra", en José Luis Illanes Maestre (ed.), El cristiano en el mundo: En el Centenario del nacimiento del Beato Josemaría Escrivá (1902-2002): XXIII Simposio Internacional de Teología de la Universidad de Navarra (vol. XXIII), Pamplona, Universidad de Navarra. Servicio de Publicaciones, 2003, pp. 239-255.
- "La misión del cristiano y el misterio de unidad según las enseñanzas del Beato Josemaría Escrivá", en Paul O’Callaghan (ed.), Figli di Dio nella Chiesa (vol. V/1), Roma, Edizioni Università della Santa Croce, 2004, pp. 213-227.

### Artículos de revistas científicas
- "Dignità e ruolo della donna nella chiesa e nella società", Annales Theologici, vol. I, núms. 1-2 (1987), pp. 39-50.
- "Dimensión espiritual de Camino, a la luz de la edición crítico-histórica", Scripta Theologica, vol. XXXIV, núm. 3 (2002), pp. 919-928.
- "La misión del cristiano y el misterio de unidad", Pensamiento y cultura: revista del Instituto de Humanidades, número especial (2002), pp. 81-91.
- "Per un femminismo cristiano: Riflessioni sulla Lettera apostolica «Mulieris dignitatem»", Romana: bollettino della Prelatura della Santa Croce e Opus Dei, vol. IV, núm. 7 (1988), pp. 348-359.
- "Secularidad. Reflexión sobre el alcance de una palabra", Scripta Theologica, vol. XXXIV, núm. 3 (2002), pp. 877-894.